# Bruno Mineiro
Bruno Menezes Soares, mais conhecido como Bruno Mineiro (Belo Horizonte, 2 de fevereiro de 1983), é um ex-futebolista brasileiro que atuava como atacante.

## Carreira
Passou pelo Londrina, Rio Branco de Andradas, América Mineiro e Náutico.
Bruno Mineiro ganhou destaque no cenário do futebol após ser vice-artilheiro do Campeonato Mineiro de 2008 atuando pelo Rio Branco de Andradas, onde marcou 6 gols em 8 jogos. Bruno deixou o clube mineiro após o término do campeonato e passou pelo futebol Sueco até se transferir para o América Futebol Clube (Minas Gerais) e ser emprestado ao Clube Náutico Capibaribe.
Bruno Mineiro marcou 8 gols em 10 jogos pelo time Pernambucano no Brasileiro 2009.
Recebeu sondagens do Besiktas-TUR, que chegou a falar na cifra de 3 milhões de euros, porém foi negociado com o Clube Atlético Paranaense.
Logo na sua estreia pelo Atlético Paranaense, marcou 2 gols e deu uma bela assistência de letra na goleada em cima do Serrano 8x0.
Em 2010, pelo Atlético Paranaense, foi artilheiro do campeonato paranaense com 11 gols.
Em 2011, com poucas oportunidades no Atlético Paranaense, foi emprestado ao Sport. Seu primeiro gol no Sport foi na goleada de 5–0 no Araripina, ele entrou no finalzinho e fez o 5° gol do jogo. No Sport o gol do acesso leonino para a Série A de 2012.
No início de 2012 voltou ao Atlético-PR.
Em julho de 2012, foi novamente emprestado pelo Atlético-PR desta vez para a Portuguesa. Na Lusa, Bruno Mineiro se destacou no Brasileirão 2012, onde foi um dos principais jogadores da equipe na campanha que manteve o clube na Série A. Marcou pela última vez na partida contra o Sport, onde marcou 3 gols na goleada de 5–1.  No total fez 14 gols no Brasileirão 2012, ficando em 3º lugar na artilharia junto com Neymar, Hernán Barcos e Aloísio.
Após essa passagem de destaque na Portuguesa, Bruno Mineiro foi repassado para o Al-Khor do Qatar..
Em maio de 2014, após passagem pelo futebol do Catar, Bruno Mineiro acerta contrato de empréstimo com o Goiás até dezembro de 2014. O nome do jogador surgiu em uma reunião entre a diretoria e o técnico Ricardo Drubscky, que aprovou a contratação e já trabalhou com o jogador no Atlético-PR.
Em 2015 acerta com o Santa Cruz até o final da Série B de 2015. Participou do elenco que levou o tricolor de volta a elite do futebol brasileiro. Após passagem repleta de lesões e apagada, jogador não renovará com o clube para 2016.

## Títulos
América Mineiro
- Campeonato Brasileiro de Futebol - Série C: 2009

Santa Cruz
- Campeonato Pernambucano: 2015

## Artilharias
Portuguesa
- 3º lugar na artilharia do Campeonato Brasileiro 2012 - Série A (14 gols)

Atlético Paranaense
- Artilheiro do Campeonato Paranaense: 2010 (11 gols)
- Vice-artilheiro do Campeonato Paranaense: 2012 (12 gols)

América Mineiro
- 3º lugar na artilharia do Campeonato Brasileiro de Futebol - Série C: 2009 (6 gols)

Rio Branco de Andradas
- Vice-artilheiro do Campeonato Mineiro: 2008 (6 gols)